# Steinhorst (Lauenburg)
Steinhorst er en kommune i det nordlige Tyskland, beliggende i Amt Sandesneben-Nusse i den nordvestlige del af Kreis Herzogtum Lauenburg. Kreis Herzogtum Lauenburg ligger i delstaten Slesvig-Holsten.

## Geografi
Siebenbäumen ligger omkring 33 km nordøst for Hamborg, 18 km sydvest for Lübeck, 15 km nordvest for Mölln og cirka 16 km vest for Ratzeburg.
Kommunen har et areal på ca. 16 km². I den nordøstlige del af kommunen er et omkring 580 ha stort skovområde; her ligger den 22 ha store sø Wehrensteich.